# Sobiechy
Sobiechy (deutsch Sobiechen, 1938 bis 1945 Salpen) ist ein Ort in der polnischen Woiwodschaft Ermland-Masuren und gehört zur Landgemeinde Budry (Buddern) im Powiat Węgorzewski (Kreis Angerburg).

## Geographische Lage
Sobiechy liegt im Nordosten der Woiwodschaft Ermland-Masuren, zehn Kilometer nordöstlich der Kreisstadt Węgorzewo (Angerburg).

## Geschichte

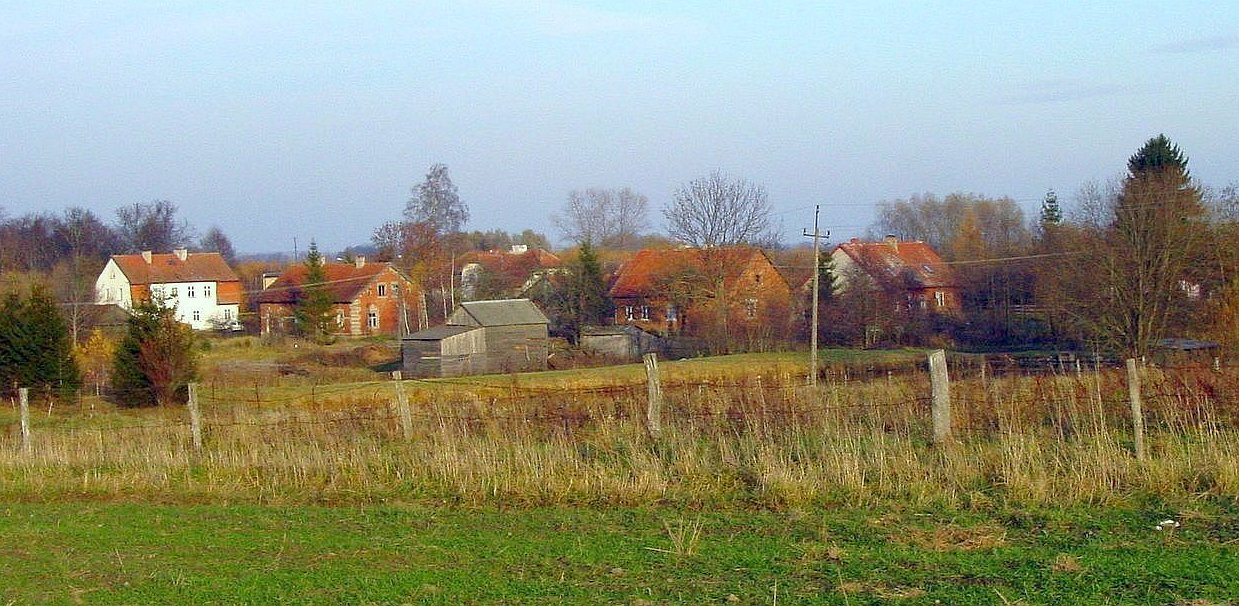
Dorfansicht Sobiechy (Sobiechen)

Im Jahr 1562 wurde das damalige Sobiechswolle, später Sobiechswohl, vor 1785 Sobjechen und bis 1938 Sobiechen genannte Dorf gegründet. Am 6. Mai 1874 wurde es Amtsdorf und damit namensgebend für einen Amtsbezirk, der – am 27. Januar 1939 in „Amtsbezirk Salpen“ umbenannt – bis 1945 zum Kreis Angerburg im Regierungsbezirk Gumbinnen der preußischen Provinz Ostpreußen gehörte.
In Sobiechen waren im Jahr 1910 insgesamt 631 Einwohner registriert. Ihre Zahl stieg bis 1925 auf 592, sank bis 1933 in dem am 3. Juni/16. Juli 1938 umbenannten „Salpen“ leicht auf 569 und belief sich 1939 noch auf 538.
Im Jahr 1945 kam der Ort in Kriegsfolge mit dem gesamten südlichen Ostpreußen zu Polen und erhielt die polnische Namensform „Sobiechy“. Heute ist das Dorf Sitz eines Schulzenamtes (polnisch Sołectwo) und eine Ortschaft im Verbund der Landgemeinde Budry im Powiat Węgorzewski, vor 1998 der Woiwodschaft Suwałki, seither der Woiwodschaft Ermland-Masuren zugehörig.

### Amtsbezirk Sobiechen/Salpen (1874–1945)
Zum Amtsbezirk Sobiechen (ab 1939: Salpen) gehörten anfangs fünf, am Ende noch zwei Dörfer:
| Name             | Änderungsname 1938 bis 1945 | Polnischer Name | Bemerkungen                                                |
| ---------------- | --------------------------- | --------------- | ---------------------------------------------------------- |
| Dinglauker Wiese |                             |                 | 1928 nach Groß Budschen (Amtsbezirk Sunkeln) eingegliedert |
| Groß Sawadden    |                             |                 | 1928 nach Groß Budschen eingegliedert                      |
| Jurgutschen      | Jürgenshof                  | Jurgucie        | 1928 nach Pietrellen eingegliedert                         |
| Pietrellen       | Treugenfließ                | Pietrele        |                                                            |
| Sobiechen        | Salpen                      | Sobiechy        |                                                            |

Am 1. Januar 1945 gehörten noch Salpen und Treugenfließ zum Amtsbezirk Salpen.

## Kirche
Bis 1945 war Sobiechen resp. Salpen in die evangelische Kirche Buddern in der Kirchenprovinz Ostpreußen der Kirche der Altpreußischen Union sowie in die katholische Kirche Zum Guten Hirten Angerburg im Bistum Ermland eingepfarrt.
Heute gehören die evangelischen Einwohner Sobiechys zur Kirchengemeinde in Węgorzewo, einer Filialgemeinde der Pfarrei in Giżycko (Lötzen) in der Diözese Masuren der Evangelisch-Augsburgischen Kirche in Polen. Die katholischen Kirchenglieder sind der Pfarrei in Olszewo Węgorzewskie (Olschöwen, 1938 bis 1945 Kanitz) mit ihrer Filialkapelle in Ołownik (Launingken, 1938 bis 1945 Sanden) im Bistum Ełk (Lyck) der Römisch-katholischen Kirche in Polen zugeordnet.

## Verkehr
Sobiechy ist sowohl von der polnischen Landesstraße DK 63 (einstige deutsche Reichsstraße 131) als auch von der Woiwodschaftsstraße DW 650 (früher Reichsstraße 136) aus auf Nebenstraßen zu erreichen. Eine Bahnanbindung besteht nicht mehr, seit 1945 die Bahnstrecke Angerburg–Gumbinnen mit der nächstgelegenen Bahnstation Olschöwen (1938 bis 1945 Kanitz, polnisch Olszewo Węgorzewskie) in Kriegsfolge aufgegeben und demontiert wurde.